# Hedvigsbergs malmgård

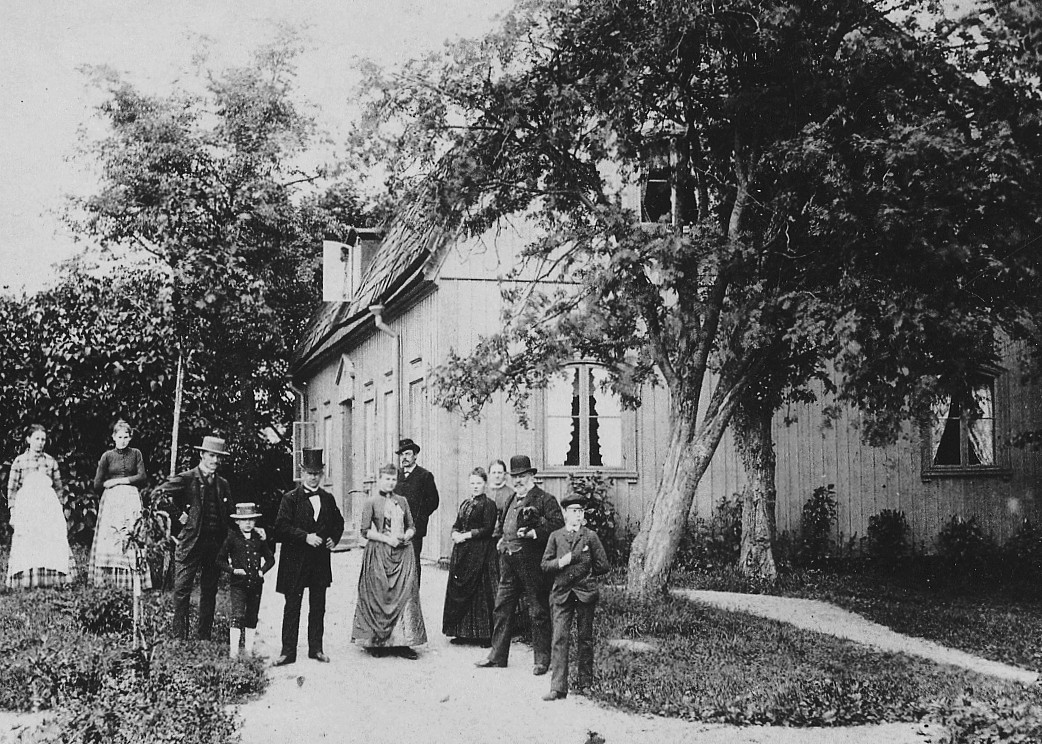
Hedvigsberg, 1888.

Hedvigsberg var en malmgård vid dagens Lagerlövsgatan 8–14 på västra Kungsholmen i Stockholm. Gårdens huvudbyggnad uppfördes 1819 och revs 1943. Kvarteret Hedvigsberg påminner fortfarande om malmgården.

## Historik

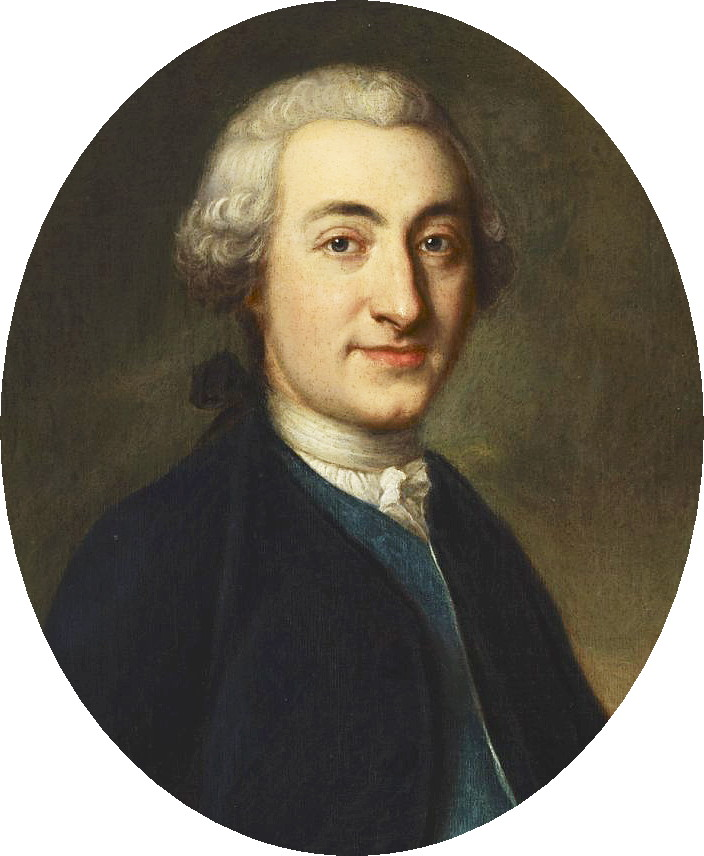
Jacob Westin d.ä.

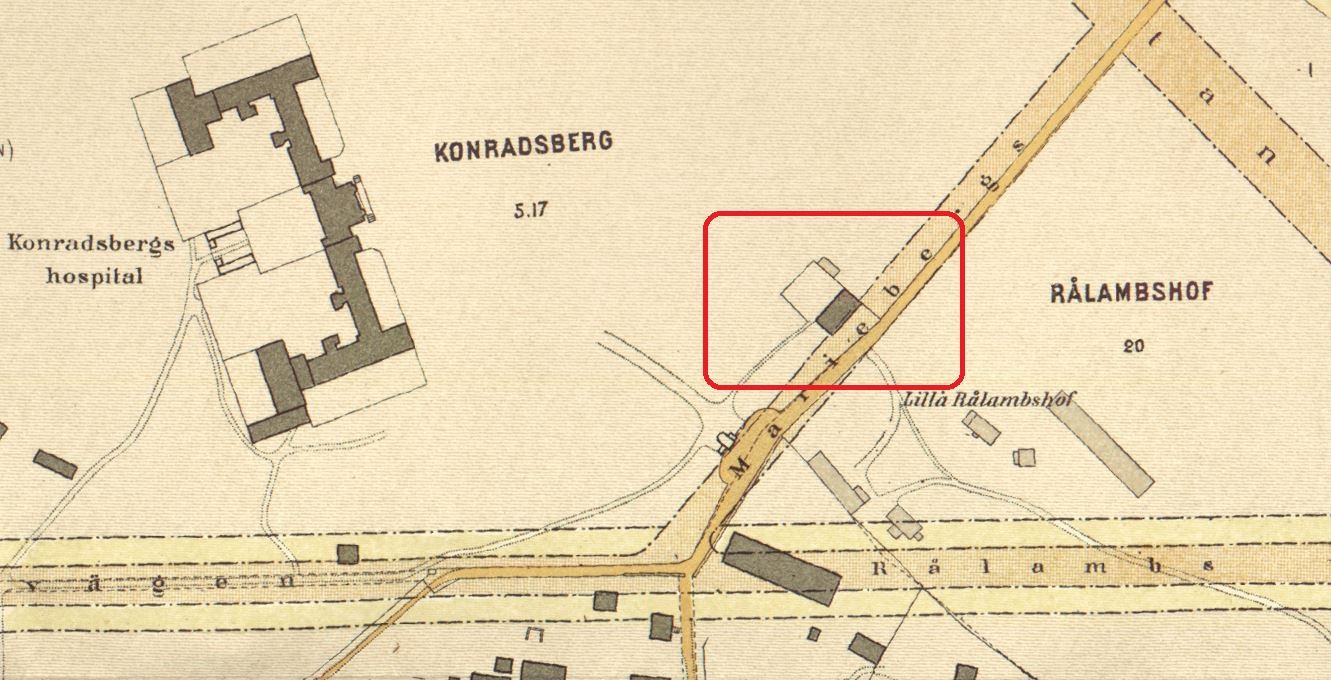
Konradsberg och Hedvigsberg, 1899.

Byggherren för Hedvigsberg var garvareålderman Jacob Westin den äldre (1758–1829), som tillsammans med sin son Jacob Westin den yngre drev ett av Stockholms större garverier i garvarkvarteren vid dagens Norr Mälarstrand. Jakob Westinsgatan, strax öster om Kungsholmstorg, är uppkallad efter dem. Malmgården byggdes 1819 och kallades Hedvigsberg efter Westin den äldres tredje hustru Hedvig Justina Altén. 
Byggnaden fanns vid dåvarande Mariebersgatan i ett grönområde som sedermera blev Konradsbergsparken. Hedvigsberg var ett panelat trähus i en våning, sju fönsteraxlar långt, under ett brutet sadeltak. I mitten av 1800-talet blev Hedvigsberg en del av mentalsjukhuset Konradsberg. 
År 1935 registrerades Hedvigsberg som byggnadsminne och var fram till 1940-talet bostad för sysslomannen på Konradsberg. Vid den tiden fanns långt gångna planer på att riva samtliga byggnader på området inklusive Konradsbergs mentalsjukhus och bygga bostäder där istället. 1943 märktes Hedvigsbergs trästomme upp, demonterades och förvarades. När delarna började ruttna efter några år eldades de upp.
Meningen var att återuppbygga malmgården i närheten av dess ursprungliga plats som skulle reserveras i den nya stadsplanen. Omdaningen av Konradsbergsområdet till bostäder fullbordades aldrig i sin helhet; bara tre bostadshus hann byggas 1943 i hörnet av Lagerlöfsgatan och Gjörwellsgatan. Planerna fanns dock fortfarande på 1980- och 1990-talet. Först 1999 vann en ny detaljplan laga kraft som bevarade den största delen av de historiska byggnaderna. Numera ligger Campus Konradsberg här. Om Hedvigsberg påminner i dag kvarteret med samma namn.

## Bilder

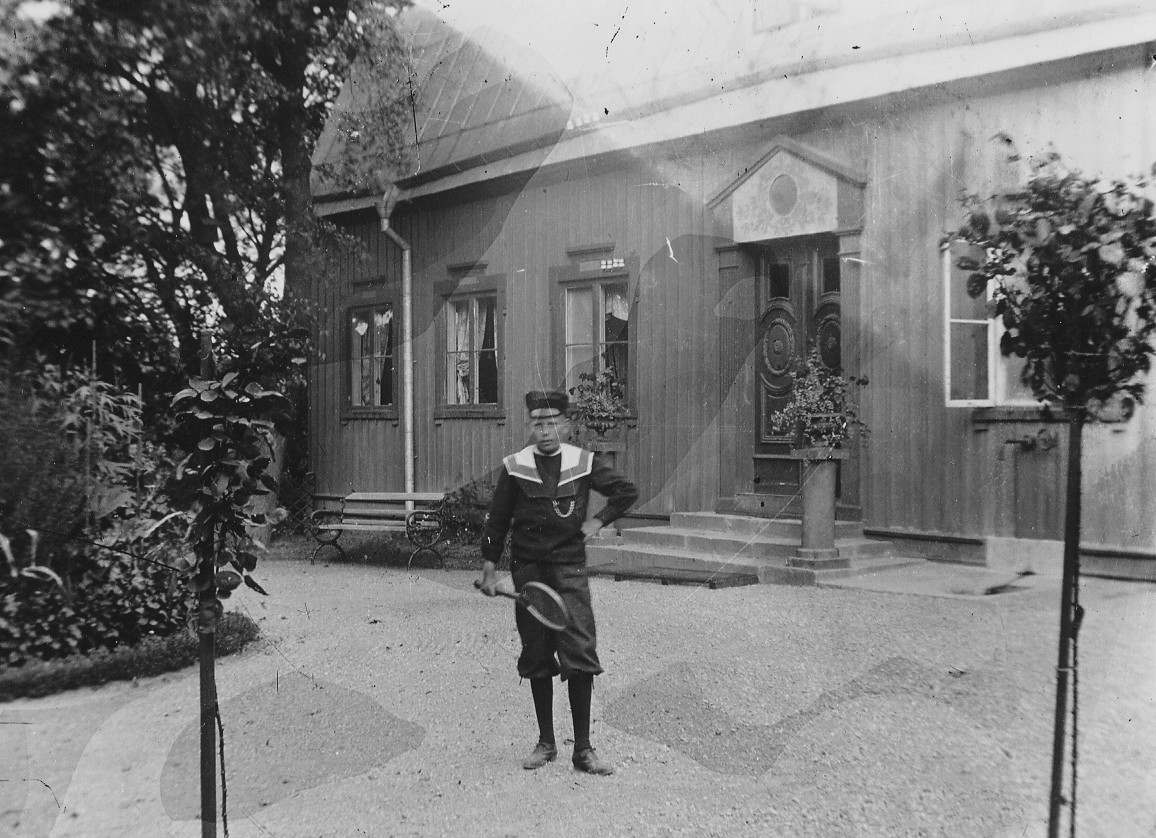
Hedvigsberg, fasad mot nordväst, 1906.
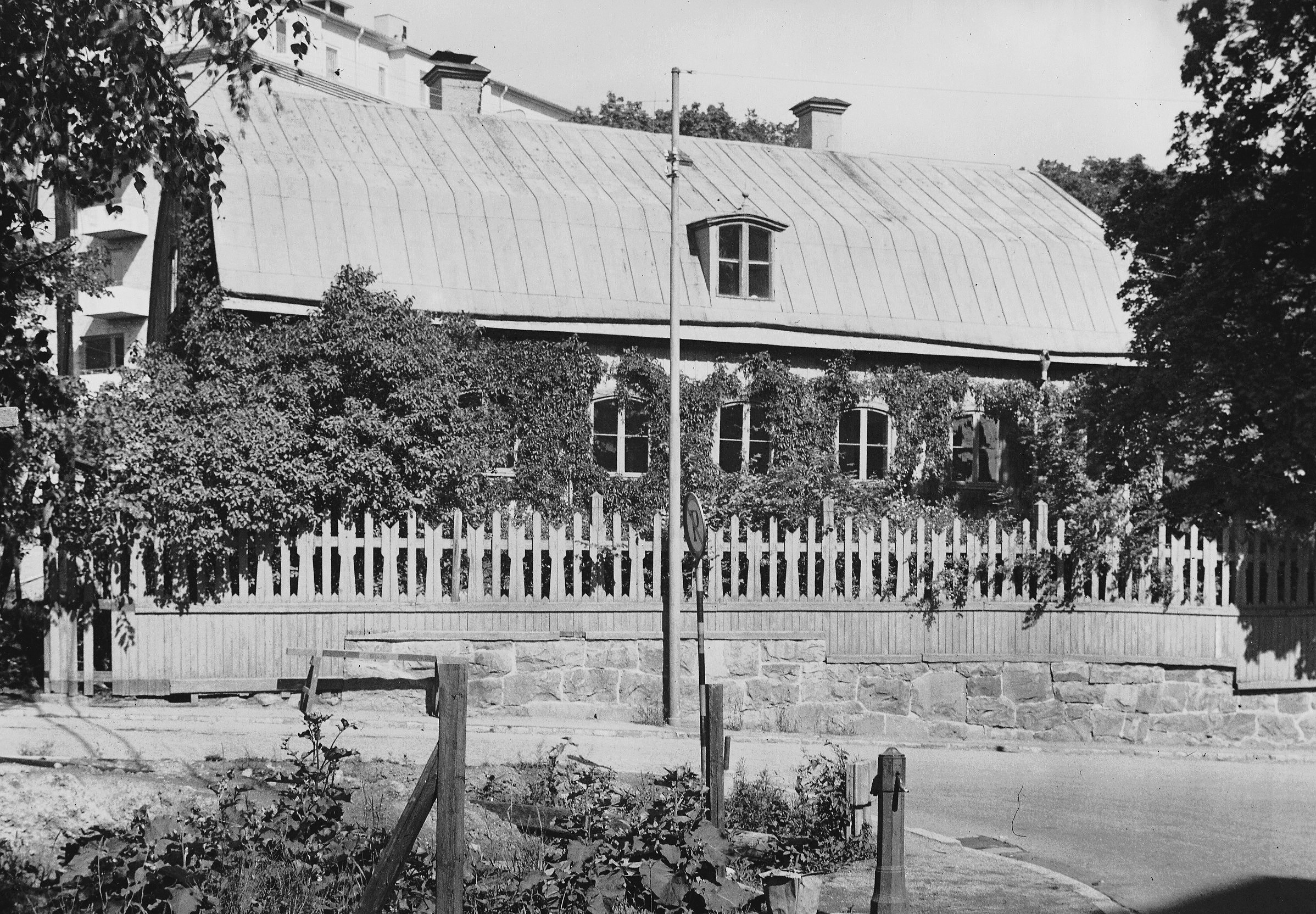
Hedvigsberg, fasad mot sydost, 1943.
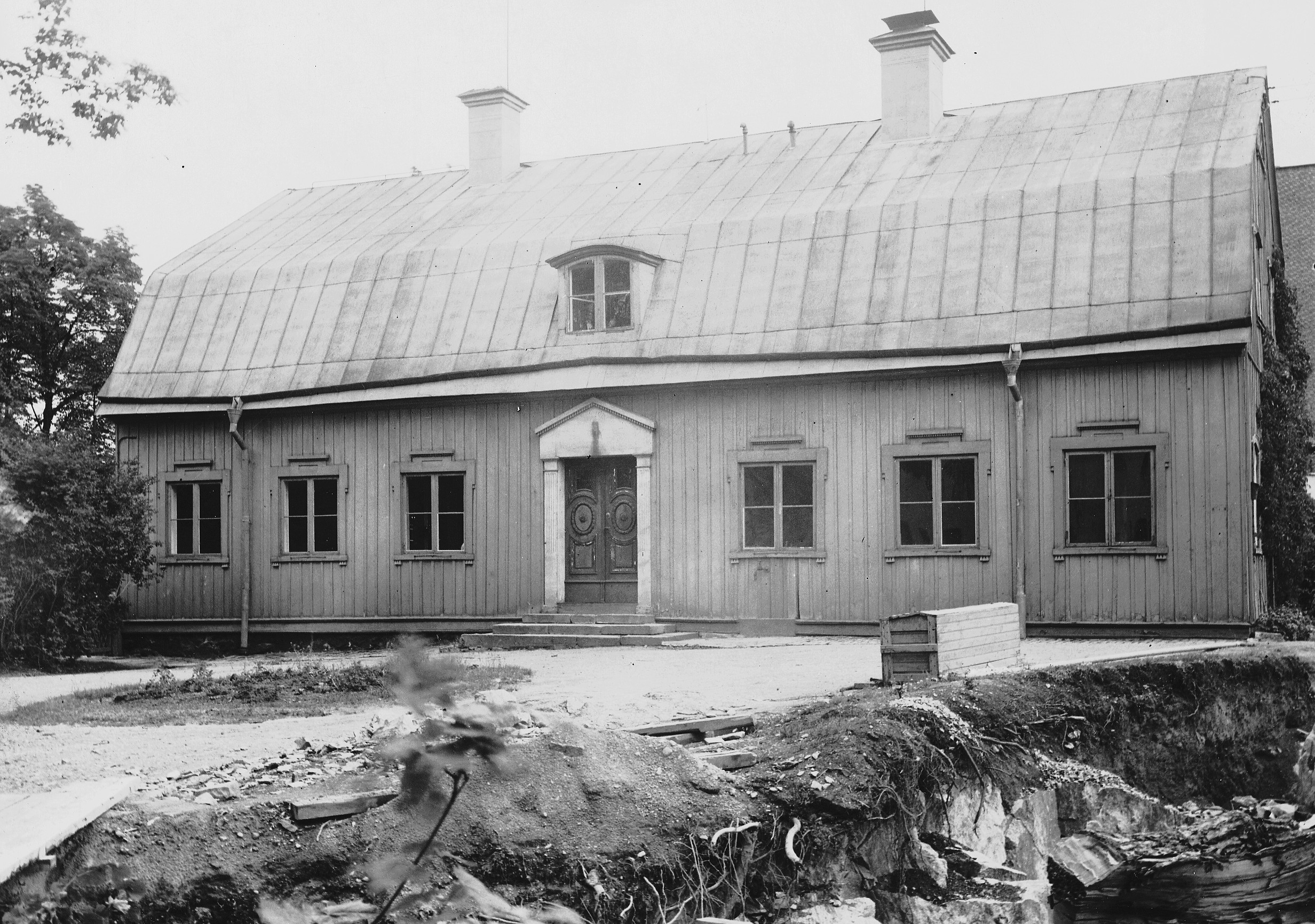
Hedvigsberg, fasad mot nordväst, 1943.
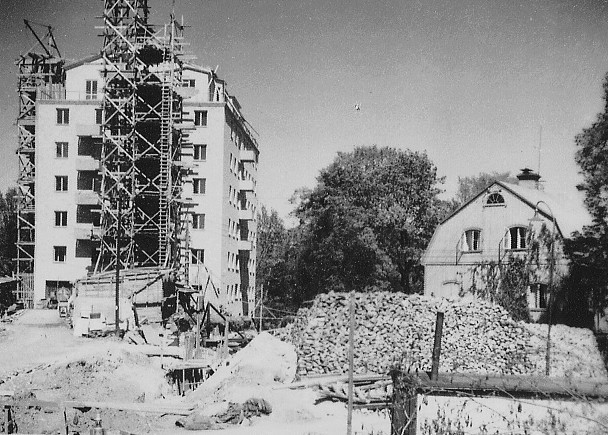
Hedvigsbergs gård och nybebyggelsen i kvarteret Hedvigsberg, 1943
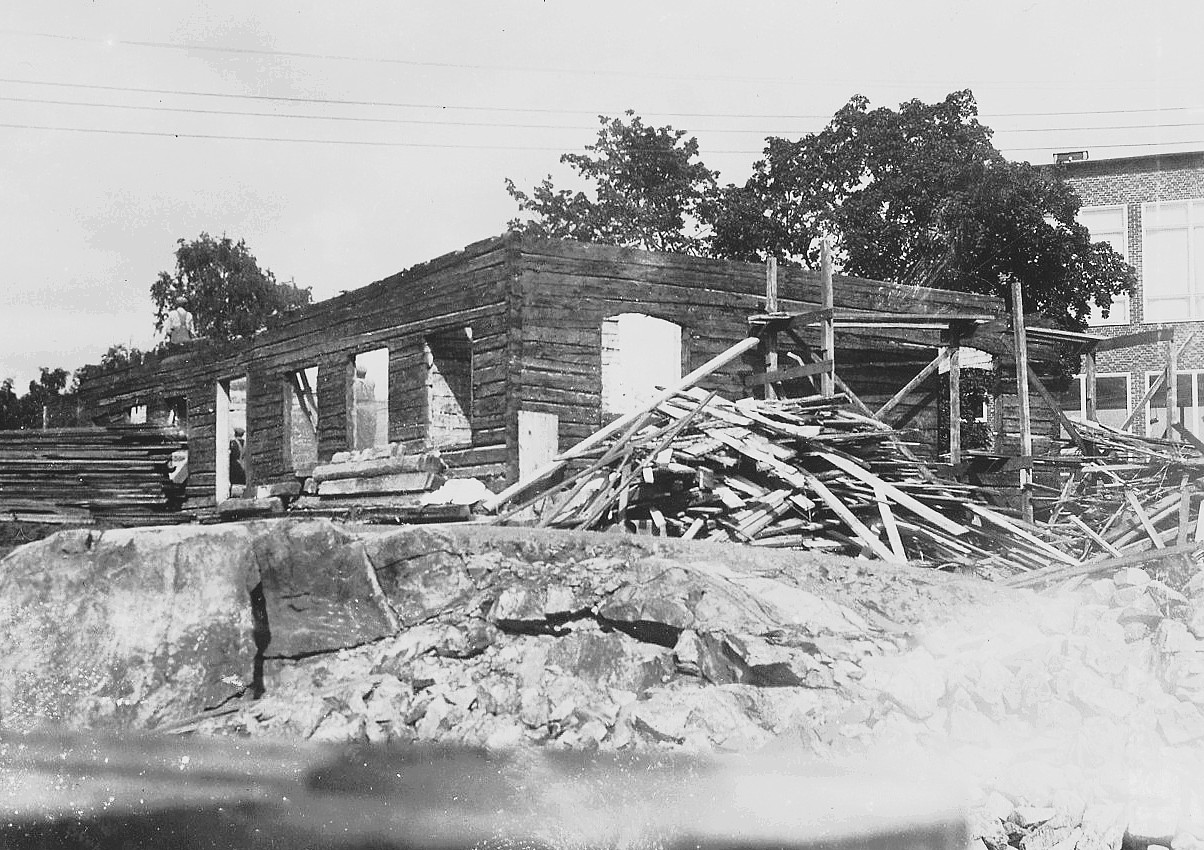
Hedvigsberg plockas ner, 19 juli 1943